# 자니 휘테커

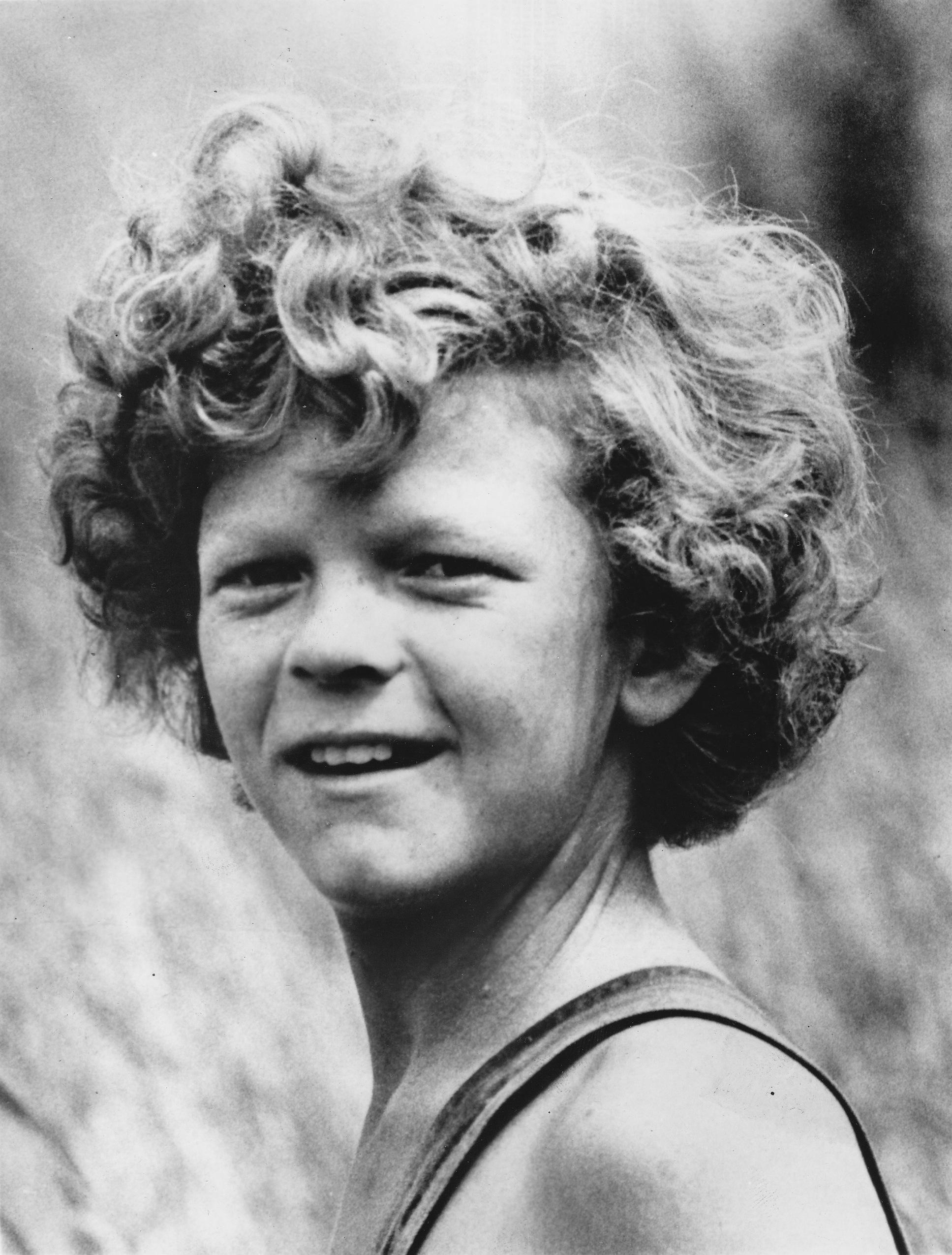

조니 휘터커(Johnny Whitaker, 1959년 12월 13일 ~ )는 미국의 배우이다.
밴나이즈에서 태어났다.

## 출연 작품

### 영화
- 어 토킹 포니!?! (2013년)
- 톰 소여 (1973년)
- 나폴레옹과 사만다 (1972년) - 나폴레옹 윌슨 역
- 비스킷 이터 (1972년)
- 섬씽 이블 (1972년)
- 설원 특급 (1972년)
- 러시안스 (1966년)

### 텔레비전
- 털보 가족 (1966-71, Family Affair)
- 딜론 보안관 (1967-71)
- 디즈니랜드 (1973) - 앨피 부스 역